# Curac
Curac település Franciaországban, Charente megyében. Lakosainak száma 116 fő (2022. január 1.). Curac Bardenac, Brie-sous-Chalais, Chalais és Yviers községekkel határos.

## Népesség
A település népességének változása:
| Lakosok száma | 159  | 118  | 112  | 119  | 122  | 125  | 125  | 120  | 120  | 116  |
|               | 1968 | 1982 | 1990 | 2006 | 2013 | 2015 | 2017 | 2019 | 2020 | 2022 |